# Adolf Martin Pleischl

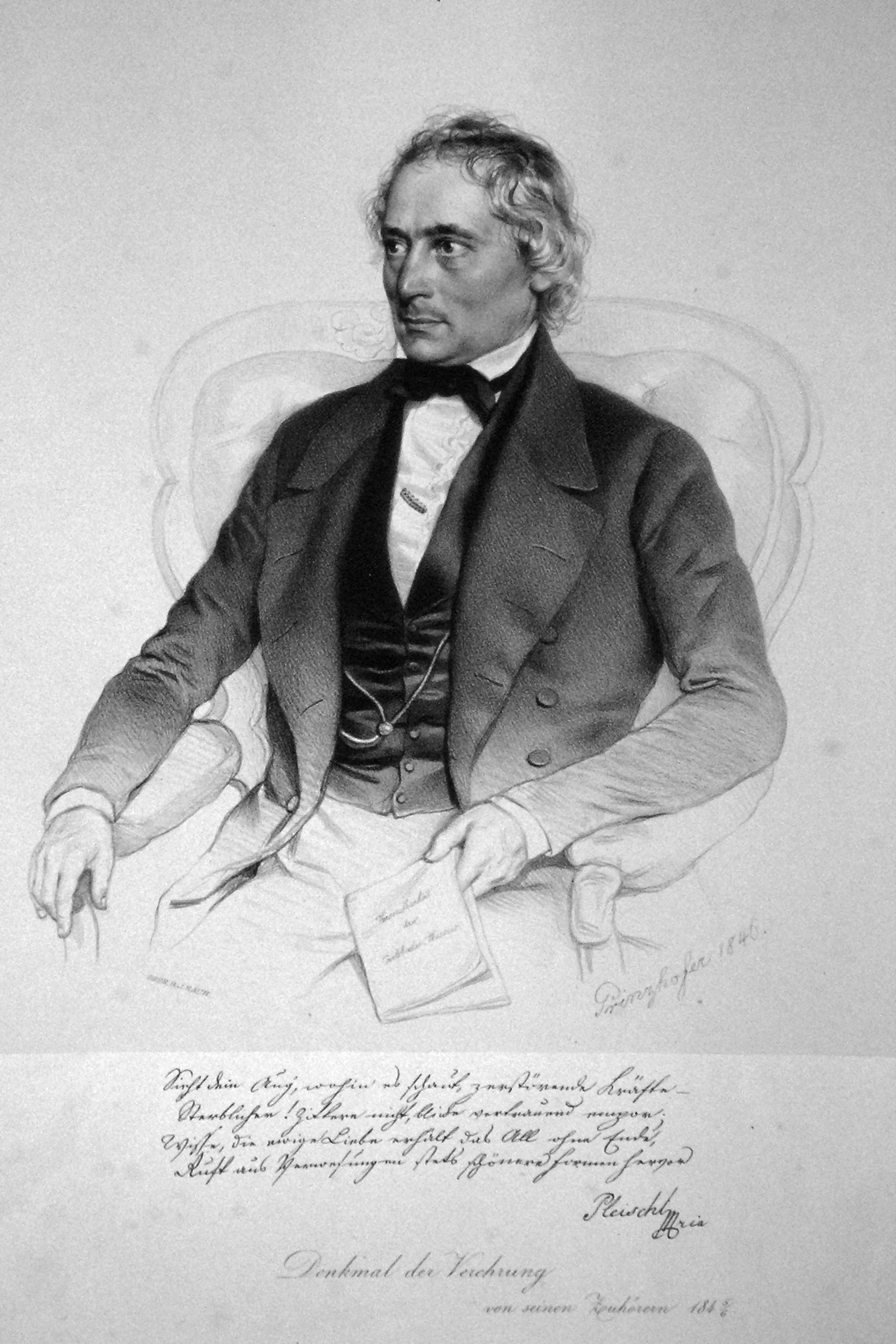
Adolf Martin Pleischl, Lithographie von August Prinzhofer, 1846.

Adolf Martin Pleischl (* 10. Oktober 1787 in Hossenreith, Böhmen; † 31. Juli 1867 in Dorf an der Enns) war ein Chemiker und Mediziner.

## Leben
Adolf Martin Pleischl wurde als Sohn armer Eltern in der kleinen Ortschaft Hossenreith bei Oberplan geboren. 1803 besuchte er das akademische Gymnasium in Prag und studierte hier seit 1806 Philosophie, dann ab 1809 Medizin. Im Jahre 1815 wurde er Doktor der Medizin und widmete sich, neben der Arztpraxis dem Studium der Chemie. 1821 bis 1838 bekleidete er die Stelle eines Professors der allgemeinen und pharmazeutischen Chemie an der Prager Universität. In dieser Zeit erwarb er sich große Verdienste um die Neugestaltung des chemisch-pharmazeutischen Instituts und die Ausbildung tüchtiger Chemiker (z. B. Johann August Natterer, Johann Florian Heller). 1838 wird er nach Wien berufen. Auch hier gestaltete er die chemisch-pharmazeutische Lehranstalt nach modernen Gesichtspunkten. 1848 wurde er überraschend und demütigend in den Ruhestand versetzt. 1849 wurde er zum k. k. Regierungsrat ernannt und in späteren Jahren mit dem Ritterkreuz des Franz-Joseph-Ordens ausgezeichnet. Seine Tochter Maria war mit dem berühmten Arzt Johann von Oppolzer, seine Tochter Laura mit dem Arzt Johann von Waller verheiratet.
Im Jahr 1949 wurde in Wien-Simmering (11. Bezirk) die Pleischlgasse nach ihm benannt.

## Leistungen
Er führte die ersten Analysen der Wasser (Moldau, Brunnen, Leitungswasser) von Prag aus. Seine Analysen der Thermalquellen der westböhmischen Kurorte trugen entscheidend zum Aufschwung des tschechischen Kurwesens bei. Er war ein eifriger Werber für die Kurbehandlung in Karlsbad, Marienbad, Franzensbad und Teplitz. Um die Durchsetzung des Exports des Karlsbader Sprudelwassers machte sich Pleischl besonders verdient. Der Versand von Mineralwasser und Sprudelprodukten war für die Stadt bald eine ergiebige Einkommensquelle. Einen bedeutenden Beitrag leistete er durch die Erfindung von gesundheitlich unschädlichem Email, mit dem Metallgeschirr zum Korrosionsschutz ausgekleidet wird. Er führte erste Versuche zur Verflüssigung von Kohlendioxid mittels Druck und tiefer Temperatur durch, diese wurden erst von seinem Schüler Johann August Natterer mit Erfolg abgeschlossen.